# Kraiburg am Inn
Kraiburg am Inn település Németországban, azon belül Bajorországban. Lakosainak száma 4080 fő (2023. december 31.). Kraiburg am Inn Polling és Oberneukirchen községekkel határos.

## Népesség
A település népessége az elmúlt években az alábbi módon változott:
| Lakosok száma | 931  | 2543 | 2727 | 2876 | 3928 | 4032 | 3980 | 3971 | 3946 | 4080 |
|               | 1875 | 1950 | 1975 | 1987 | 2012 | 2014 | 2016 | 2017 | 2021 | 2023 |

## Fekvése
A B 12-es út közelében,Az Inn folyó partján, Ecksberg mellett fekvő település.

## Története

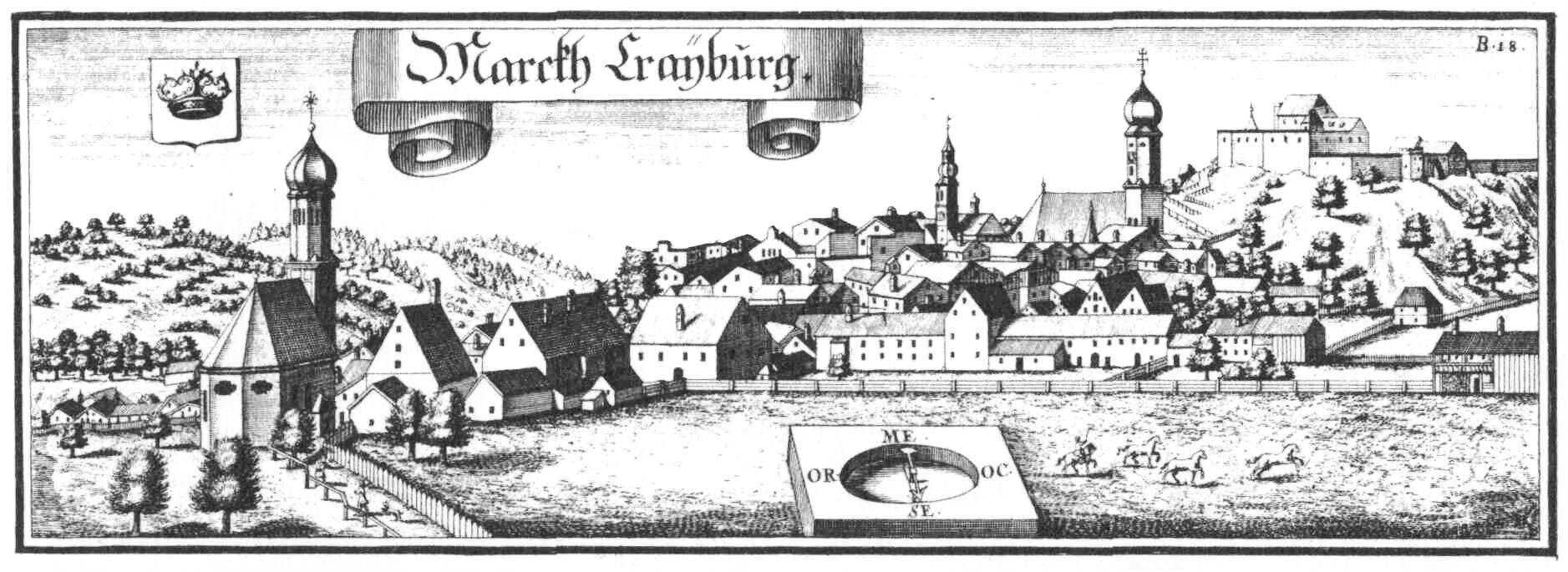

Kraiburg már az Agilolfing-dinasztia alatt jelentős mezőváros volt. Neve már 772-ben említve volt egy oklevélben. A ma kissé álmos városkának bájos főtere van árkádos-erkélytornyos házakkal és román stílusú bazilikából átépített impozáns templommal.

## Nevezetességek
- Temploma

## Itt születtek, itt éltek
- Bernhard von Kraiburg (1412-1477) - katolikus pap, humanista
- Wolfgang Hunger (1511-1555) - jogász, egyetemi tanár
- Ludwig Förster (1868-1937) - politikus
- Stefan Höpfinger (1925-2004) - politikus (CSU)
- Willy Mitterhuber (1927-2004) - költő
- Annemarie Köllerer (* 1944)
- Ina Meling (* 1981) - színésznő
- Martin Anton Seltenhorn (1741-1809), egyházi festő

## Galéria

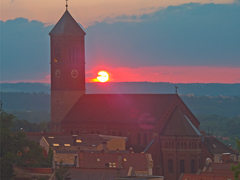
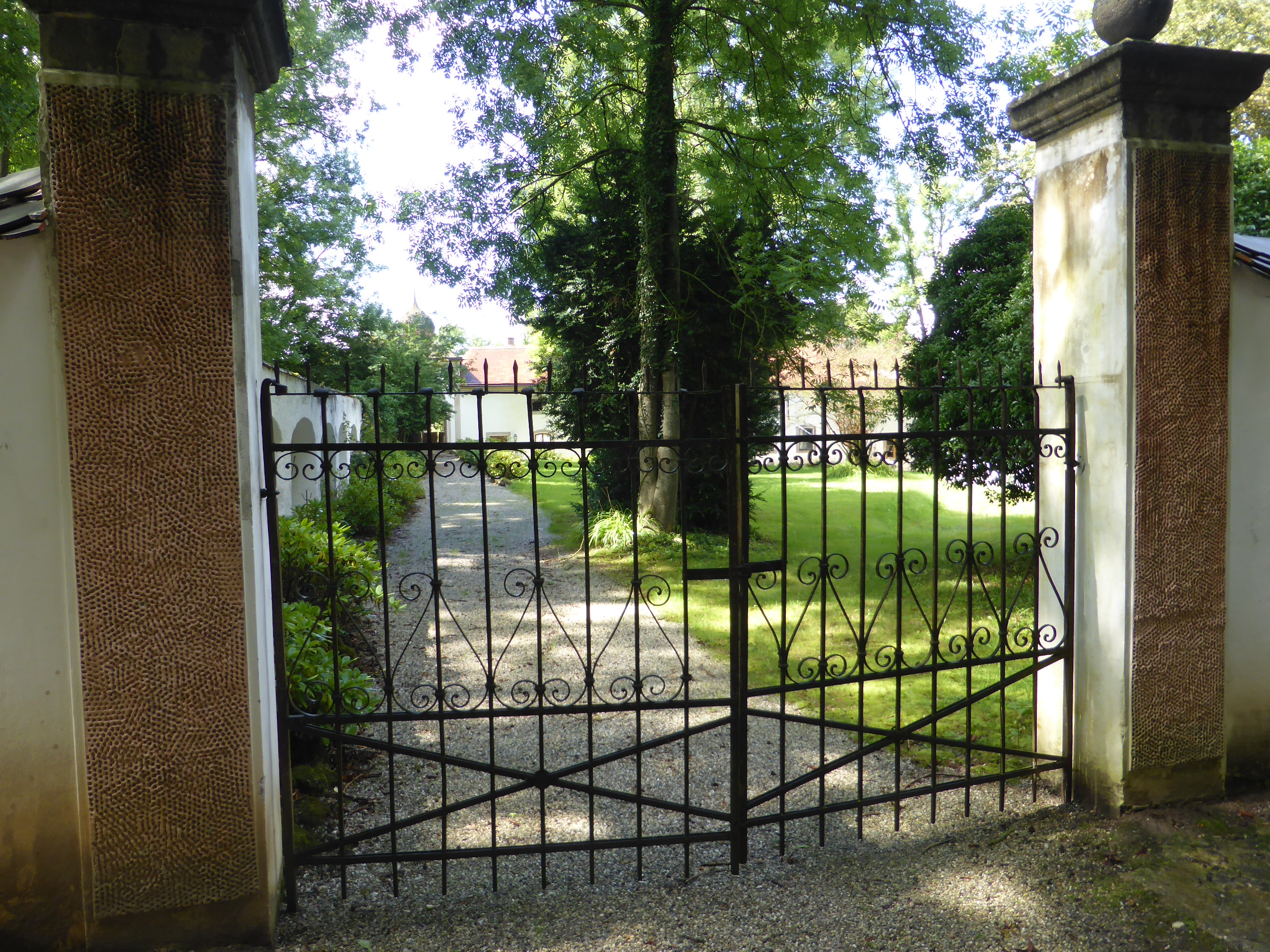
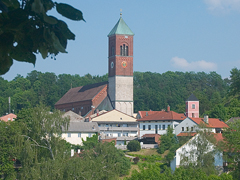
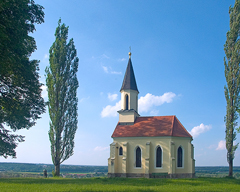